# منطقة دولبور
دولبور رمزها «DH» (بالإنجليزية: Dholpur)‏ ، هو تقسيم إداري لدولة الهند تتبع ولاية راجاستان (بالإنجليزية: Rajasthan)‏ ، مركزها هو مدينة دولبور (بالإنجليزية: Dholpur)‏ عدد سكانها حسب تعداد سنة 2001 هو 982,815 ، مساحتها 3,084 كم² وكثافة السكان 319 لكل كم² .